# Черемшанка (Волынская область)
Черемша́нка (укр. Черемшанка) — село в Старовыжевской поселковой общине Ковельского района Волынской области Украины.
До 2020 года входило в Старовыжевский район.
Код КОАТУУ — 0725084604. Население по переписи 2001 года составляет 100 человек. Почтовый индекс — 44400. Телефонный код — 3346. Занимает площадь 0,044 км².